# Řádek (databáze)
Řádek (anglicky row) je v relační databázi označení pro jednotlivé záznamy uložené v tabulce, rozdělené do sloupců s definovanými datovými typy. Není proto možné, aby dva různé řádky ve stejné tabulce měly rozdílný počet položek nebo obsahovaly ve svých položkách ve stejném sloupci rozdílné datové typy. Počet záznamů (řádků) v tabulce je obvykle omezen jen technickými možnostmi použité databáze.